# Bunraku
O bunraku, também conhecido como Ningyō jōruri (人形浄瑠璃) é uma forma de teatro de bonecos japoneses, e é uma herança da cultura popular que serve para contar as histórias do Japão antigo. Com movimentos quase humanos e vestidos com quimonos, os bonecos se transformam em verdadeiros atores no palco. Ao fundo, o som do shamisen marca o compasso da narrativa e o movimento dos bonecos dá a impressão de que têm vida própria.
Desde 2008 que o teatro de marionetas Ningyo Johruri Bunraku integra a lista representativa do Património Cultural Imaterial da Humanidade

## História
O termo "bunraku" provém de "bunrakuza", nome do teatro famoso em Osaka por apresentar peças do gênero. Não se sabe exatamente a data do seu início mas nos séculos VII e VIII havia uma forma rudimentar de teatro na qual os bonecos eram manipulados numa caixa suspensa ao pescoço pelo titereiro. Com o passar do tempo, a técnica foi sendo melhorada pouco a pouco. Porém foi a partir do século XVII que começou a se tornar popular pois em 1684 Takemoto Gidayu decidiu ter seu próprio teatro em Osaka onde encenaria as peças que escolhesse. Para esta empreitada chamou Chikamatsu Monzaemon, um dos maiores escritores teatrais da era Edo e também Takeda Izumo, proprietário de um teatro e com experiência na área administrativa.
Como Monzaemon já havia escrito peças para o Kabuki, ele conseguiu transportar elementos humanos às histórias que seriam representadas por bonecos, dando ênfase aos debates sobre códigos morais e éticos. Também introduziu uma inovação ao abordar sobre sewamono, ou seja, textos que falavam do modo de vida dos comerciantes, pois anteriormente se falava apenas sobre a corte. Porém sua maior façanha foi redigir sobre o shinju, o suicídio provocado pelo amor e tragédias que alcançaram enorme sucesso. Izumo fez sua parte angariando dinheiro para as montagens. E a união dos três marcou uma fase de expansão, criatividade e profissionalização.
Após a fase áurea, a partir da metade do século XVIII, o bunraku entrou em declínio pois houve a introdução de novas técnicas ocidentais de teatro de bonecos.

## Características
Os bonecos geralmente têm de 90 cm a 1,40 m de altura e seu peso pode chegar de 6 até 20 kg. Dão a impressão de que têm vida própria porque cada boneco é manipulado por três homens (titereiros), em sincronia perfeita. Inclusive para manipular os bonecos são necessários cerca de 10 anos de aprendizado em cada estágio.
O titereiro principal é designado "omo-zukai". Insere a sua mão esquerda no orifício do quadril e segura a haste do pescoço entre o polegar e o indicador. Enquanto sustenta o peso do boneco, utiliza os 3 dedos restantes da mão para manipular os fios que movem os olhos, a boca, e a sobrancelha. Sua mão direita é utilizada para mover o braço direito do boneco.
O braço esquerdo do boneco é manipulado pelo "hidari-zukai" que desempenha o papel de assistente. Precisa trabalhar em sintonia com o omo-zukai observando a direção da cabeça do boneco e determinando a posição do braço esquerdo de acordo com essa direção.
As pernas do boneco são manipuladas pelo "ashi-zukai", que move os ganchos em forma de L, instalados atrás dos calcanhares para trás e para frente, para esquerda e para direita a fim de imitar os movimentos das pernas. Este trabalho é cansativo porque durante a apresentação é obrigado a se manter oculto da plateia, pois assume uma postura inclinada. Para todos os movimentos há regras detalhadas e formas a serem seguidas e nenhum manipulador pode improvisar.
Uma apresentação também tem a participação do Tayu, que recita o Joruri que é uma forma poética semelhante a um drama épico e o músico do Shamisen que, com um instrumento de 3 cordas fornece acompanhamento musical para recitação e manipulação dos bonecos. De uma forma simples pode-se dizer que a história narrada pelo Tayu é um poema épico escrito numa forma dramática e o Shamisen acompanha a narrativa criando uma atmosfera musical para que os bonecos atuem conforme a melodia produzindo um efeito combinado, semelhante a uma apresentação de ópera.
O Joruri não é apenas um canção com melodia e ritmo pois ela explica através da música, o desenrolar do espetáculo. Nesta tarefa, o Tayu utiliza diferentes tons de voz para distinguir papéis masculinos e femininos ou para mostrar sentimentos e emoções. E a interpretação do Joruri é que pode diferenciar a apresentação das peças.